# Distretto di Diessenhofen
Il distretto di Diessenhofen è stato un distretto del Canton Turgovia, in Svizzera. Confinava con il distretto di Steckborn a est, con il Canton Zurigo (distretto di Andelfingen) a sud e a ovest, con la Germania (distretto di Costanza nel Baden-Württemberg) e il Canton Sciaffusa a nord. Il capoluogo era Diessenhofen.
Amministrativamente era diviso in 3 comuni:
- Basadingen-Schlattingen
- Diessenhofen
- Schlatt